# Those Persistent Old Maids
Those Persistent Old Maids è un cortometraggio muto del 1914 diretto da Al Christie. Prodotto dalla Nestor di David Horsley e distribuito dalla Universal Film Manufacturing Company, aveva come interpreti Eddie Lyons, Victoria Forde, Lee Moran, Russell Bassett e Stella Adams.

## Trama
Davanti a netto rifiuto del governatore Russell di ricevere una loro delegazione, le suffragette chiedono l'aiuto di Gibby Gabby, una ballerina. Le suffragette, infatti, voglio rapire Eddie, il figlio del governatore, e per raggiungere il loro scopo, vogliono usare il fascino di Gibby Gabby che dovrà sedurre il giovane. La danzatrice fa arrivare a Eddie un biglietto con il quale lo invita a casa sua per il mattino seguente. Lui, pur se sta per sposarsi, decide di accettare l'invito considerandolo come la sua ultima avventura prima delle nozze. Victoria, la fidanzata, sospettando di lui, lo segue negli appartamenti di Gibby Gabby. Lì, la ballerina addormenta con un sonnifero Eddie che poi viene preso e chiuso in un baule che le suffragette caricano sul treno. Victoria corre ad avvertire il governatore che incarica il detective Spy'em di liberare il figlio. Ma quando l'investigatore trova il baule che dovrebbe contenere Eddie, dentro non ci sono altro che degli abiti da donna che riportano l'indirizzo di San Diego di una certa Miss Skinner. Evidentemente l'indirizzo sui bauli è stato scambiato per sbaglio. Il detective parte alla volta di San Diego dove, intanto, la signorina Skinner ha scoperto che il suo baule contiene un uomo. Eddie, mentre Spy'em entra nell'appartamento, scappa in una stanza vicina. Sentendo avvicinarsi la signorina Skinner, Spy'em si nasconde nel baule. Eddie, invece, riesce a fuggire, ripromettendosi di non lasciarsi più prendere al laccio da alcuna donna se non dalla sua Victoria.

## Produzione
Il film fu prodotto dalla Nestor Film Company.

## Distribuzione
Distribuito dall'Universal Film Manufacturing Company, il film - un cortometraggio di una bobina - uscì nelle sale cinematografiche statunitensi il 20 marzo 1914.